# Pohár vítězů pohárů v basketbalu žen
Pohár vítězů pohárů v basketbalu žen (PVP) byla v letech 1972-1974 druhá soutěž klubových týmů po PMEZ. Od sezony 1974-75 ji nahradil Pohár Lilianny Ronchettiové.

## Přehled finalistů
| Sezona  | Pořadatel                    | Vítěz             | Finalista               | Výsledek (1.zápas) | Výsledek (2.zápas) |
| ------- | ---------------------------- | ----------------- | ----------------------- | ------------------ | ------------------ |
| 1971-72 | Leningrad Beograd            | Spartak Leningrad | ŽKK Voždovac Beograd    | 84:63              | 86:61              |
| 1972-73 | Leningrad Praha              | Spartak Leningrad | TJ Slávia VŠ Praha      | 64:55              | 76:37              |
| 1973-74 | Leningrad Sesto San Giovanni | Spartak Leningrad | Geas Sesto San Giovanni | 68:58              | 57:65              |